# ماتيلدي كامو
ماتيلدي كامو (بالإسبانية: Matilde Camus)‏ (26 سبتمبر 1919، سانتاندير في إسبانيا - 28 أبريل 2012، سانتاندير في إسبانيا)؛ ممثلة، مترجمة، كاتِبة، مؤرخة وشاعرة إسبانية.